# 立陶宛驻挪威大使馆
59°54.481′N 10°44.622′W / 59.908017°N 10.743700°W
立陶宛驻挪威大使馆（挪威語：Litauens ambassade i Oslo）是立陶宛共和国驻挪威王国的最高外交代表机构。

## 历史
1991年8月27日，挪威与立陶宛建立外交关系，同年，挪威驻立陶宛大使馆在维尔纽斯设立，1994年，立陶宛在奥斯陆开设驻挪威大使馆。除大使馆本馆之外，立陶宛还在卑尔根、斯塔万格、博德、特隆赫姆、克里斯蒂安桑、希恩、滕斯贝格设有名誉领事馆。